# Anne LeBaron
Alice Anne LeBaron (Baton Rouge, 30 mei 1953) is een Amerikaanse jazzharpiste, componiste en hoogleraar, die werkzaam is in het tussengebied van de avant-gardejazz, nieuwe muziek en de vrije improvisatie.

## Biografie
Anne LeBaron verwierf in 1974 de bachelor in muziek aan de University of Alabama en in 1978 de master of arts in muziek aan de State University of New York at Stony Brook. In 1989 promoveerde ze aan de Columbia University. In 1979 speelde ze in een duo met Davey Williams en LaDonna Smith. Ze studeerde in 1980/1981 bij György Ligeti als Fulbright beursstudent aan de Musikhochschule Köln en in 1983 traditionele Koreaanse muziek aan het National Center for Korean Traditional Performing Arts in Seoul.
In 1991 ontstond het album Phantom Orchestra met het Anne LeBaron Quintett, dat bestond uit Davey Williams, Frank London (trompet), Marcus Rojas (tuba), Gregg Bendian (drums) en LeBaron, die naast de harp ook electronics inspeelde. In 1992 kreeg ze een studiebeurs van het Guggenheim Fellowship. In 1995 werkte LeBaron mee aan het album One Line, Two Views van Muhal Richard Abrams. Ze werkte bovendien met Georg Gräwe (Chamber Works, 1991/1992), Erhart Hirt, John Lindberg, Myra Melford en Earl Howard (1999). In 2000 verscheen haar album Sacred Theory of the Earth (Telluris Theoria Sacra) bij CRI Emergency. Haar compositie Southern Ephemera (1993) werd opgenomen door de Newband.
Sinds 2001 doceert LeBaron aan het California Institute of the Arts en eerder was ze werkzaam aan de University of Pittsburgh. Ze componeerde voor haar Anne LeBaron Quintet en in 2005 de opera Wet.

## Discografie
- 2017: Anne LeBaron/Andrea Centazzo/Andrew Raffo Dewar: Encantamientos